# Chirostoma attenuatum
Chirostoma attenuatum е вид лъчеперка от семейство Atherinopsidae. Видът е застрашен от изчезване.

## Разпространение и местообитание
Разпространен е в Мексико.
Обитава сладководни басейни и реки.

## Описание
На дължина достигат до 10 cm.
Популацията на вида е намаляваща.